# Coordenades galàctiques

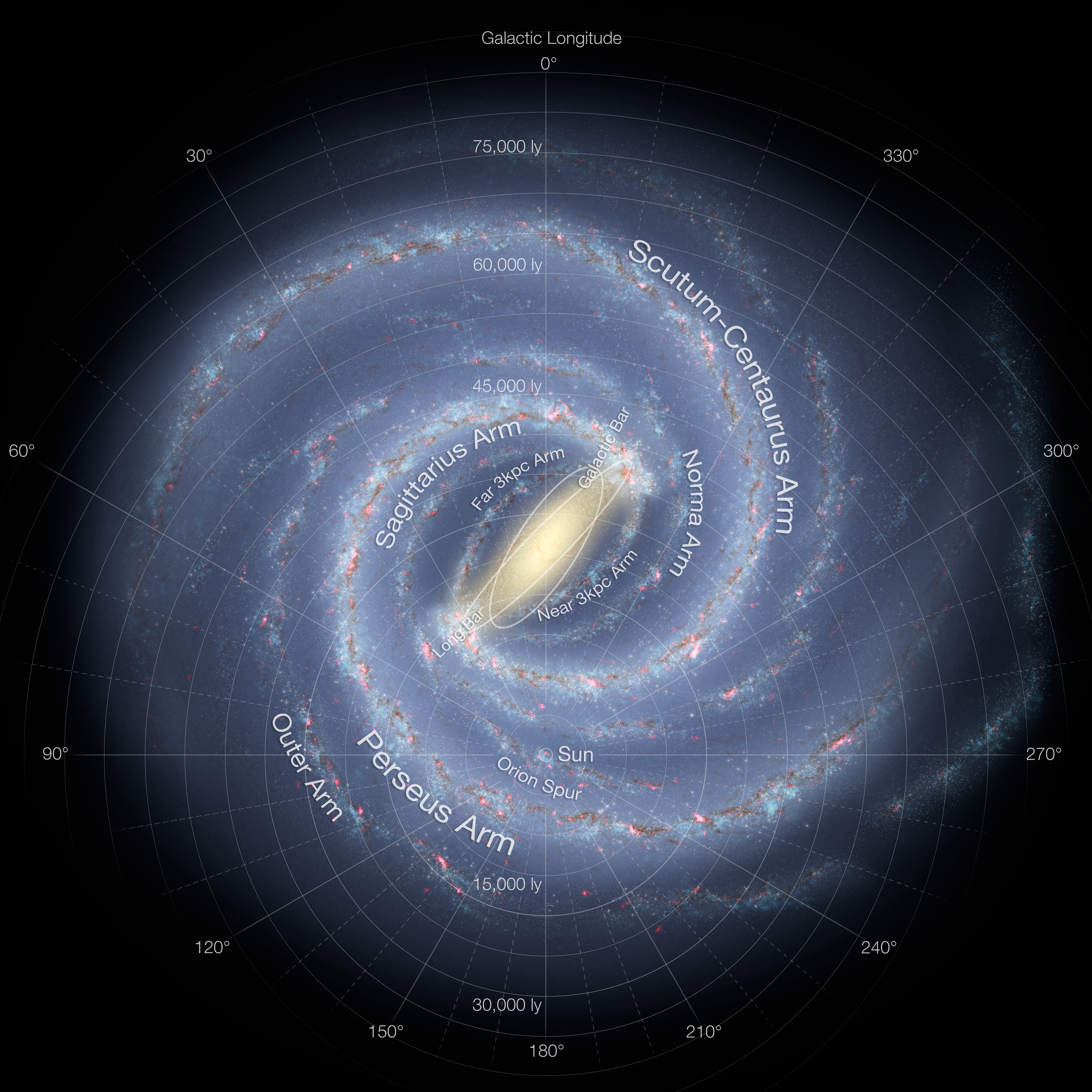
Visió artística de la Via Làctia mostrant la seva longitud en relació al Sol

El sistema de coordenades galàctiques és un sistema de seguiment de l'esfera celeste adaptat als objectes situats a la nostra galàxia i no situats en el veïnatge proper del Sol. La major part d'aquests objectes estan situats al pla galàctic, que ocupa una banda relativament estreta del cel. Les coordenades galàctiques s'efectuen amb l'ajut d'una latitud i d'una longitud (b i l en la seva notació abreujada) definides de manera que el pla galàctic correspon a l'equador, i l'origen de les longituds correspon al centre galàctic. La major part dels objectes situats en la nostra galàxia tenen per tant una latitud galàctica feble en valor absolut.
Aquest sistema de coordenades té en compte la rotació de la Via Làctia sobre si mateixa. El pla de referència d'aquest sistema és el pla galàctic centrat en el centre de la nostra galàxia. Aquest pla fa un angle aproximadament de 23º amb l'equador terrestre. La seva direcció de referència és la direcció del centre de la galàxia.
- La longitud galàctica és l'angle (en graus) entre aquesta direcció de referència i la projecció de l'objecte sobre el pla de la galàxia. La longitud galàctica val 0° en la direcció del centre de la galàxia, en la constel·lació de Sagitari. L'equador galàctic el trobem a la constel·lació del Cigne sobre 90°, la constel·lació de l'auriga a 180° i la constel·lació de la Vela a 270°.

- La latitud galàctica és la mesura de l'angle entre el pla de referència i l'objecte amb el sol al centre. Es mesura en graus l'alçada d'aquest objecte de 0° en el pla de referència a 90° en el pol nord galàctic, en la constel·lació de la Cabellera de Berenice, prop de l'estrella Arcturus, i a -90° al pol sud galàctic, a la constel·lació de l'escultor.

## Definició
La Unió Astronòmica Internacional (UAI) va definir el sistema de coordenades galàctiques en referència al sistema de coordenades equatorial el 1959. El pol nord galàctic es va definir amb l'ascensió recta 12h 49m , la declinació +27.4° .′, i el zero de longitud és el gran semicercle que s'origina des d'aquest punt al llarg de la línia en una posició angular de 123º amb respecte al pol equatorial. La longitud galàctica s'incrementa en la mateixa direcció com ascensió recta. La latitud galàctica és positiva cap al pol nord galàctic i negativa cap al sud.
El sistema d'equivalència referit a J2000.0 té el pol nord galàctic a 12h 51m 26.282s +27° 07′ 42.01″ (J2000), el zero de longitud en la posició angular 122.932°. El punt del cel en el que la latitud i la longitud són zero és 17h 45m 37.224s −28° 56′ 10.23″ (J2000).